# Trancas (Tucumán)
Trancas ist die Hauptstadt des gleichnamigen Departamentos Trancas in der Provinz Tucumán im Nordwesten Argentiniens. Die Gemeinde liegt nördlich der Provinzhauptstadt San Miguel de Tucumán.

## Geschichte
Der Name Trancas ist der Legende nach von einem Quilmes-Krieger namens Chancas abgeleitet, der San Francisco Solano auf seinen Missionsreisen begleitet haben soll.
- Um 1600 entsteht die erste Besiedlung unter dem Namen Pozo del Pescado.
- 1760, als die Jesuiten die erste Pfarrkirche in der Villa de Trancas errichten, war die Siedlung Rastplatz für die Reisenden nach Salta.
- 1763 wird der Ort drei Kilometer nach Süden verlegt.
- Am 7. August 1816 übernimmt General Manuel Belgrano in Trancas das Kommando über das Ejército del Norte und löst damit General José Rondeau ab. Während der Unabhängigkeitskriege, insbesondere während der Batalla de Tucumán war Trancas ein strategisch wichtiger Ort für die Verteidigung des Nordens.
- 1820 wird der Coronel Bernabé Aráoz zum ersten Gobernador der República de Tucumán ernannt.
- 1824 wird selbiger Aráoz an der Südmauer der Kirche von Trancas erschossen.
- Am 12. Oktober 2009 wird der Kazike und Menschenrechtler Javier Chocobar in Chuschagasta, einer Siedlung der Diaguita in Trancas, ermordet.[1]

Die Iglesia del Sagrado Corazón de Trancas Viejo (in Trancas Viejo, ca. 2 km vom Ortskern entfernt) wurde 1760 durch die Jesuiten gebaut und 1826 durch ein Erdbeben zerstört. Auf den Grundmauern wurde die heutige Kirche errichtet, die ein Beispiel für die schmucklose postkoloniale Architektur der ersten Hälfte des 19. Jahrhunderts darstellt. Die Kirche mit ihren gekalkten Adobemauern ist das einzige Gebäude, das vom alten Trancas, genannt Villa Vieja, erhalten ist. Sie besteht aus dem Glockenturm, dem Kirchenschiff und der Kapelle. Das Innere der Kirche ist einfach gehalten, mit einem Chorgestühl als Übergangszone ins Innere und der Kapelle im Hintergrund. An religiöser Kunst (möglicherweise aus einer Alto Perú-Werkstatt) sind die Figuren des Patrons San Joaquín, des San José und eines Nazareners. 
In dieser Kirche wurde die argentinische Bildhauerin Lola Mora getauft. 1957 wurde die Kirche zum Monumento Histórico Nacional erklärt.